# Flauto conico
Il flauto conico, detto anche flauto a cuspide o flauto cuspido, è un particolare registro dell'organo.

## Struttura
Questo registro ad anima è costituito da canne aperte di forma conica, da cui il nome. L'ampiezza dei coni variò considerevolmente a seconda delle scuole organistiche nazionali e nel corso dei secoli. Le canne sono costruite generalmente in metallo, sebbene esistano anche esempi in legno, e le misure più comuni sono quelle da 8' e 4'.
Il suo suono è molto delicato e viene spesso utilizzato come registro solista nelle tessiture più acute.
È anche conosciuto come Spitzflöte in Germania e come Flûte Conique o Flûte à Fuseau in Francia.